# Benoît Mouchart
Pour les articles homonymes, voir Benoît et Mouchart.
Benoît Mouchart, né le 20 juillet 1976 à Versailles, est un écrivain et commissaire d'exposition français, directeur artistique chargé de la programmation culturelle du Festival international de la bande dessinée d'Angoulême de 2003 à 2013 et directeur éditorial bande dessinée des Éditions Casterman et rédacteur en chef de la revue Pandora.

## Biographie
Benoît Mouchart naît à  Versailles le 20 juillet 1976.
Alors qu'il soutient en 1999 une maîtrise de lettres modernes à l'université Paris-Sorbonne) sous la direction de Jean-Yves Tadié, il est professeur de français en collège, mais quitte très vite l'enseignement pour se consacrer au journalisme. Il est également l'auteur de plusieurs essais, dont une enquête sur le scénariste fantôme de l’école belge Jacques Van Melkebeke, et, en collaboration avec François Rivière, une biographie du père de Blake et Mortimer, Edgar P. Jacobs qui paraît au Seuil en 2003 (année de son entrée en fonction au Festival d'Angoulême), puis un portrait intime d'Hergé édité chez Robert Laffont en 2011.
Sous sa direction artistique, la manifestation a conforté son ouverture à l'international et à la jeune création, tout en produisant un grand nombre d'événements en dehors des remparts de la cité charentaise, notamment à Paris (au Centre Pompidou, au Théâtre Marigny, au Musée de l'Homme, au Mondial de l'automobile, au Musée du Quai Branly ou au Jardin d'acclimatation), mais aussi à Nantes, Lausanne, Shanghaï, Bruxelles ou Séoul. Dans le cadre de cette fonction, il travaille en collaboration avec des artistes tels que Fred, Régis Loisel, Zep, Georges Wolinski, Lewis Trondheim, José Muñoz, Dupuy-Berberian, Enki Bilal, Blutch, Winshluss, Baru, Art Spiegelman, Hervé Di Rosa, Bernard Pras, entre autres. Il favorise dans sa programmation les croisements entre les arts, à travers des expositions, des rencontres et des spectacles où la bande dessinée se trouve confrontée à d'autres formes artistiques : la musique, le cinéma, la littérature, le théâtre et l'art contemporain. On lui doit notamment les concerts de dessins, qu'il a développé en collaboration avec Zep et Areski Belkacem. Il a également initié quelques duos scéniques inattendus : Brigitte Fontaine et Blutch, Thomas Fersen et Joann Sfar, Yolande Moreau et Pascal Rabaté ,  Arthur H et Christophe Blain, Arno, Nix et Johan De Moor, Rodolphe Burger et Dupuy-Berberian ou encore Jean-Claude Vannier et Aude Picault.
Entre 2004 et 2011, il conçoit et anime les rencontres bimestrielles « Les territoires de la bande dessinée » pour la bibliothèque publique d'information du Centre Pompidou à Paris, dont certaines sessions sont aujourd'hui consultables sur Internet en vidéo. Membre fondateur du comité de sélection du festival d'Angoulême depuis 2001 et jusqu'en 2012, il a également été membre des jurys du prix Goscinny et du prix de la ville de Genève. 
Critique (Bang ! et 9e art), il apporte sa contribution aux numéros spéciaux consacrés à la bande dessinée de Géo, Télérama, Science et Vie, Le Point, Beaux Arts magazine, Le Débat, ainsi qu'à la revue Kaboom, dans lequel paraissent ses entretiens avec Albert Uderzo, Quino, Moebius, Jacques Martin, Hermann, Sempé ou Fred.  
Auteur d'un essai sur l'œuvre du romancier français Jean-Patrick Manchette, il publie en février 2008 une monographie consacrée à Brigitte Fontaine (Brigitte Fontaine, intérieur/extérieur, aux Éditions du Panama). Il réalise, en collaboration avec le photographe Thomas Bartel, le documentaire Brigitte Fontaine, reflets et crudités, dont le titre de travail était Brigitte Fontaine n'est pas folle, et dont sont extraites les images du clip officiel de la chanson Prohibition. Il a également dirigé l'édition des livres de Brigitte Fontaine publiés aux Belles Lettres-Archimbaud tels que l'anthologie Mot pour mot, mais aussi les textes Rien, L'inconciliabule, Le bal des coquettes sales, Antonio et Contes de chats (illustré par Sempé). France 5 diffuse en mars 2024 le documentaire Brigitte Fontaine, réveiller les vivants qu'il a écrit et réalisé avec Yann Orhan et Aurélien Guégan.
En février 2010, Olivier Poivre d'Arvor le désigne en tant qu'expert auprès de Culturesfrance, puis de l'Institut français pour tous les projets liés à la bande dessinée, notamment pour les programmes « Hors les murs » et pour la villa Kujoyama pour une durée de deux ans .
En mars 2013, il quitte le festival d'Angoulême pour devenir directeur éditorial bandes dessinées des Éditions Casterman.
Depuis 2016, il est également rédacteur en chef de Pandora, revue de bandes dessinées des éditions Casterman.

## Œuvres

### Livres
- Enki Bilal, Mécanhumanimal, Casterman, 2013, (direction d’ouvrage en collaboration avec Gaëtan Akyuz, collectif)  (ISBN 978-2-203-07466-8)
- De la bande dessinée au XXIe siècle, Les Belles Lettres-Archimbaud, 2013  (ISBN 978-2-251-44459-8) (BNF 43514957)
- Hergé intime, éditions Robert Laffont, 2011 et rééd. 2016  (ISBN 978-2-22111-446-9)
- Brigitte Fontaine, intérieur/extérieur, (nouvelle édition refondue), éditions Le Castor astral, 2011  (ISBN 978-2-85920-849-3)
- La bande dessinée (nouvelle édition refondue), coll. Idées reçues Grand Angle, éditions du Cavalier bleu, 2009  (ISBN 978-2-84670-290-4)
- Qu'est-ce que la bande dessinée aujourd'hui ?, ouvrage collectif, Beaux-arts éditions, 2008  (ISBN 978-2-84278-579-6)
- Le Grand livre des idées reçues, ouvrage collectif, éditions du Cavalier bleu, 2008  (ISBN 2-846-702268)
- Brigitte Fontaine, intérieur/extérieur, éditions Panama-Archimbaud, 2008  (ISBN 2-755-70067-X)
- Chaval, humour libre, ouvrage collectif, éditions Le Festin, 2008,  (ISBN 978-2-915262-66-7)
- Manchette, le nouveau roman noir, éditions Séguier-Archimbaud, 2006  (ISBN 2-840-49495-7)
- Portraits de famille, avec Zep, éditions Christian Desbois, 2006  (ISBN 2-910-15031-3)
- La bande dessinée, coll. Idées reçues, éditions du Cavalier bleu, 2004  (ISBN 2-846-70071-0)
- Nous Tintin, ouvrage collectif sous la direction de Michel Daubert, éditions Moulinsart, 2004  (ISBN 2-874-24050-8)
- Primé à Angoulême, ouvrage collectif sous la direction de Thierry Groensteen, éditions de l'an 2, 2003  (ISBN 2-848-56003-7)
- La bande dessinée part en voyage, ouvrage collectif sous la direction de Jean-Luc Marty, éditions Casterman, 2003  (ISBN 2-203-37004-1)
- La Damnation d'Edgar P. Jacobs, avec François Rivière, éditions Seuil-Archimbaud, 2003 et coll. Points Seuil Essais, 2006  (ISBN 2-020-60530-9) et  (ISBN 2-020-85505-4)
- A l'ombre de la ligne claire, éditions Vertige graphic, 2002  (ISBN 2-908-98171-8)
- Martin Veyron, faiseur d’histoires, éditions du Musée de la bande dessinée, 2002  (ISBN 2-907-84832-1)
- Michel Greg, dialogues sans bulles, éditions Dargaud, 1999  (ISBN 2-205-04786-8)[18]

### Expositions
- « Enki Bilal, Mécanhumanimal » (présentée au Musée des Arts et métiers du 4 juin 2013 au 5 janvier 2014, commissariat en collaboration avec Enki Bilal, sur une scénographie de Mélanie Claude)
- « Uderzo in extenso » (présentée au Festival international de la bande dessinée d'Angoulême du 31 janvier au 3 février 2013)
- « Art Spiegelman, CO-MIX, une rétrospective de bandes dessinées, illustrations et débris divers » (présentée au Festival international de la bande dessinée d'Angoulême du 26 janvier au 4 mars 2012, puis du 20 mars au 20 mai 2012 au Centre Pompidou, commissariat en collaboration avec Rina Zavagli-Mattotti, Gaëtan Akyuz et Jean-Marie Derscheid, sur une scénographie de Xavier et Monique Dumont)
- « L'Europe se dessine » (présentée au Festival international de la bande dessinée d'Angoulême du 26 au 29 janvier 2012)
- « Michel Rabagliati et Paul à Paris » (présentée au Centre culturel canadien de Paris en 2010)
- « Dupuy-Berberian : 2 » (en collaboration avec Dupuy-Berberian et Mélanie Claude, présentée à Angoulême en 2009).
- « Comics World Expo, volet 2 » : « Villes du futur » (en collaboration avec Céline Bagot et Philippe Richard, présentée à Angoulême en 2008).
- « Comics World Expo, volet 1 » : « Seul dans la foule » (en collaboration avec Nicolas Finet, présentée à Angoulême en 2007).
- « Naissance d'une bande dessinée » (produite à l'occasion de la Fête de la BD en 2006)
- « Jules Verne, images d’un imaginaire » (présentée à Nantes, Shanghai, Séoul et Angoulême en 2006).
- « La nouvelle bande dessinée finlandaise » (présentée à Angoulême, Roubaix et Poitiers en 2006 et en 2007).
- « Le Monde de Zep » (présentée au CNBDI d'Angoulême, puis au Jardin d'acclimatation (Paris) en 2005)
- « Blake et Mortimer » (présentée au Musée de l'Homme à Paris, La Chaux de Fonds, Angoulême, Poitiers, Ajaccio en 2004, 2005 et 2006)
- « La science-fiction dans la bande dessinée » (présentée au Futuroscope de Poitiers depuis 2004 et jusqu'en 2007)
- « L'automobile dans la bande dessinée » (présentée au Mondial de l'automobile de Paris en 2004)
- « Dave Cooper, anamorphoses » (présentée à Angoulême puis au Centre culturel canadien de Paris en 2005)
- « ABCDEF… Greg ! » (présentée à Angoulême en 1999)

### Spectacles
- « Concert de dessins : Titeuf a 20 ans », Scénario de Zep, musique d'Areski Belkacem, avec Patrick Baudin, Dondieu Divin, Bobby Jocky et Patrick Fournier au Festival international de la bande dessinée (Angoulême, 2013)
- « Concert de dessins : Phénix », Scénario de Arnaud Le Gouëfflec, avec Alfred, Jean-Louis Tripp, Bastien Vivès, Craig Thompson, Max, musique d'Areski Belkacem, avec Patrick Baudin, Dondieu Divin, Bobby Jocky et Patrick Fournier au Festival international de la bande dessinée (Angoulême, 2012)
- « Concert de Jean-Claude Vannier illustré par Aude Picault » (Angoulême, 2012)
- « Concert de dessins : Le Triomphe de l'amour », Scénario de Charles Berberian, avec Alfred, Jean-Louis Tripp, Bastien Vivès,  musique d'Areski Belkacem, avec Patrick Baudin, Dondieu Divin, Bobby Jocky et Yan Péchin au Festival international de la bande dessinée (Angoulême, 2011)
- « Brigitte Fontaine en toutes lettres », lecture de textes de Brigitte Fontaine lus et chantés par elle-même et par Areski Belkacem, accompagnés de Yan Péchin à la guitare, textes choisis par Benoît Mouchart au Théâtre des Bouffes-du-Nord (Paris, 2010) et aux Correspondances de Manosque (Théâtre Jean-le-Bleu, 2010) puis en tournée dans toute la France (2011-2012)
- « Concert de dessins : Destin », Scénario de Zep, avec Alfred, Matthieu Bonhomme, Mathieu Sapin, Tanxxx, Tébo, Jean-Louis Tripp, Bastien Vivès, Laurent Verron, musique d'Areski Belkacem, avec Patrick Baudin, Dondieu Divin, Bobby Jocky et Yan Péchin  au Festival international de la bande dessinée (Angoulême, 2010) et au Théâtre  Marigny (Paris, 2010)
- « Rentrée littéraire 2009 » avec Blutch, Irène Jacob, Jérôme Kircher, Frédéric Deville & Yom pour la Fnac, au Théâtre Marigny (Paris, 2009)
- « Concert de dessins : La Nourriture du paradis », d'après un conte soufi raconté par Brigitte Fontaine, Scénario de Dupuy-Berberian, avec  Alfred, Hervé Tanquerelle, Ludovic Debeurme, Clément Oubrerie, Ville Ranta,  Hervé Bourhis, Bastien Vivès, Dupuy, Berberian, Tanxxx et Jean-Louis Tripp, musique d'Areski Belkacem, avec Brigitte Fontaine, Bobby Jocky, Dondieu Divin, Frédéric Deville et Yan Péchin (Angoulême puis Poggibonsi (Italie), 2009).
- « Concert de Rodolphe Burger illustré par Dupuy et Berberian » (Angoulême, 2009)
- « Concert de Arno illustré par Johan De Moor et Nix » (Angoulême, 2009)
- « Concert de Arthur H illustré par Christophe Blain » (Angoulême, 2009)
- « Arthur H solo illustré par Christophe Blain » au Café de la Danse (Paris, 2009)
- « Concert de Thomas Fersen illustré par Joann Sfar » (Angoulême, 2008).
- « Donjon » avec Christophe Blain et Joann Sfar au Café de la Danse (Paris, 2008).
- « Le Petit Prince » (d'après Antoine de Saint-Exupéry), avec Joann Sfar, François Morel, Frédéric Deville & Yom au Théâtre de L'Européen (Paris, 2008)
- « Conf' chantée : Brigitte Fontaine », avec Barbara Carlotti, Jean-Pierre Petit, Benjamin Esdraffo et Benoît Mouchart, une production Le Hall de la Chanson, Scène de la Motte rouge aux Francofolies (La Rochelle, 2008)
- « Concert de dessins : Tango », d'après un scénario de Lewis Trondheim, avec Lewis Trondheim, Alfred, Zep, Clément Oubrerie, Ville Ranta, Bastien Vivès, Dupuy, Berberian, José Muñoz et Jean-Louis Tripp, musique d'Areski Belkacem, avec Haydée Alba, Bobby Jocky, Dondieu Divin et Fernando Fiszbein (Angoulême, 2008).
- « Concert de Thomas Fersen illustré par Joann Sfar » (Angoulême, 2008).
- « Sale Affaire, du sexe et du crime » de et avec Yolande Moreau, spectacle illustré par Pascal Rabaté (Angoulême, 2008).
- « Impro-BD », coproduit avec Fluide glacial, mis en scène par Thierry Tinlot, avec Bercovici, Berberian, Mo/CDM, Jean-Christophe Chauzy (Angoulême, 2008).
- « Concert de dessins : Duel », d'après un scénario de Lewis Trondheim, avec Lewis Trondheim, François Schuiten, Zep, Fred Bernard, Ville Ranta, Ludovic Debeurme, Dupuy, Berberian, O'Groj, Jean-Louis Tripp et Régis Loisel, musique d'Areski Belkacem, avec String machine et Yan Péchin (Angoulême, 2007).
- « Festival des Inrocks » avec Blutch, Riad Sattouf, Ruppert et Mulot, Areski Belkacem, Frédéric Deville & Dondieu Divin au Théâtre de la Colline (Paris, 2007)
- « Concert de Brigitte Fontaine illustré par Blutch » (Angoulême, 2007).
- « Impro-BD », coproduit avec Fluide Glacial et Mauvais Genres-Rade de Brest, mis en scène par Thierry Tinlot, avec François Boucq, Fournier, Mo/CDM, Jean-Christophe Chauzy (Angoulême et Bruxelles, 2007).
- « Concert de dessins : La souris de Burbanks », d'après un scénario de Zep, avec Zep, Blutch, Hervé Tanquerelle, Grégory Mardon, Ludovic Debeurme, Vincent Sardon, Dupuy, Berberian, Jeff Pourquié, O'Groj, Cosey, Stan et Vince,  Edmond Baudoin et Régis Loisel, sur une musique d'Areski Belkacem, avec String machine (Lausanne, 2005 et Angoulême, 2006).
- « Concert de dessins : Little Nemo », d'après un scénario de José-Louis Bocquet et Thierry Smolderen, avec Zep, Nicolas de Crécy, Blutch, Johan De Moor, Dupuy, Berberian, O'Groj, Stan et Vince, Jean-Christophe Chauzy sur une musique d'Areski Belkacem, avec String machine (Angoulême, 2005).